# 子宮移植
子宮移植（しきゅういしょく）は、子宮を生体または死体から移植することである。先天性の子宮欠損や病気・事故等により子宮を失った女性が、自ら妊娠・出産できるようにすることを目的とする。

## 概要
子宮移植手術に要する手術時間は6時間ほどで、施術12ヶ月後を経過した後に、体外受精の手続きを開始することが可能で、妊娠中の母親は合併症予防のために免疫抑制剤を服用する必要がある。子宮移植手術を受けた女性は2回まで妊娠を希望でき、2回目を過ぎると免疫抑制剤の服用を中止するために子宮摘出手術を受ける。
子宮移植を受けるにはいくつか制限があり、イギリスの子宮移植支援団体「Womb Tranplant UK」によれば、38歳以下であること、子宮移植を受ける女性と関係が長期に及ぶパートナーが存在すること、健康体重を維持していること、などを施術条件としている。

## 歴史
2000年にサウジアラビアで世界初の生体子宮移植手術が行われた。26歳の女性に対し血縁関係にない閉経後の46歳の女性から子宮の提供を受け移植、移植後2度の生理が確認されたが施術後99日目に子宮内に血栓が発生し、失敗した。
2007年1月15日にはアメリカでもニューヨーク・ダウンタウン病院(New York Downtown Hospital) で2007年度後半に実施を計画していたことが判明し、物議を醸した。この計画は「病気や事故で子宮を失ったが子どもを望む女性に、脳死体などから子宮を移植する手術」を目的として計画され、拒絶反応の問題から出産後の摘出を目標としており、成功した。
2011年8月にトルコのアクデニズ大学病院で先天性子宮欠損症の女性（卵巣は存在し卵子の生産能力を有する）への死体からの子宮移植に成功した。この女性は2013年4月、体外受精した胚により妊娠に成功した。
2012年にはスウェーデンのヨーテボリ大学において2組、いずれも母から娘への生体子宮移植に成功した。同研究チームは、引き続き8組の生体子宮移植を予定している。その目的はあくまで子宮を欠く出産適齢の女性への支援であり、出産可能年齢を超えた女性を助けるためではないと強調している。
2014年1月には、同グループは、生体間での子宮移植を9組行ったと発表し、一時的な拒絶反応や感染が見られた例もあったが、経過は順調で全員が数日内に退院し、子宮の状態も良好としている。
2014年9月、子宮移植手術を受けた36歳の女性が、世界で初めてとなる出産に成功した。出産した子供は男児で、早産気味ではあるものの、母子ともに健康であると報じられた。
2016年9月、ブラジルのサンパウロ大学病院でマイヤー・ロキタンスキー・キュスター・ハウザー症候群を患っていた32歳の女性に、45歳で脳出血（くも膜下出血）で亡くなった女性脳死体からの子宮移植手術を実施した。移植された女性の卵巣に問題は無かったため、夫の精子により体外受精で受精卵は凍結保存された。約6週間後、月経が始まり、さらに7カ月後、医師団は受精卵を子宮に着床させた。10日後に妊娠が確認され、2017年12月15日、35週および3日で帝王切開により無事出産された。キングス・カレッジ・ロンドンのアンドリュー・シェナン教授は子宮にもかかわらず、移植の前におよそ8時間無酸素の状態にあり通常のおよそ4倍の時間、機能維持したことを特筆している。

### 日本での研究
日本でも筑波大学で動物実験による基礎検討研究が行われているほか、2009年2月には東京大学形成外科三原研究チームの「小児血液癌患者・卵巣凍結に関する研究」第26回ワークショップにて、ブタの子宮移植の実験結果報告が公開され、子宮移植手術自体は可能であると結論づけた。
2010年に東京大学や慶應義塾などの研究チームが行ったカニクイザルでの自家子宮移植実験では、実験に使われた2匹中1匹が手術に成功した。1匹は移植の翌日死亡したが、1匹は移植後すでに2回月経があり、子宮が機能していることが確認されている。
東京大学形成外科三原研究チームより、2011年11月に新しい子宮移植方法に関し、2012年8月に霊長類を用いた自家子宮移植後の世界初の自然妊娠・出産が海外医学誌に発表され、子宮移植の基礎研究が大幅に進んだ。2013年5月には、日本産科婦人科学会学術講演会にて慶應大学産婦人科木須伊織助教らがカニクイザルでの自家移植後の妊娠出産を発表し、世界で初めて霊長類での子宮移植後の妊娠出産に成功したことを報告した。また、2014年3月には子宮移植を研究している慶応大・京大・東大らのチームが、倫理的課題などを議論するために研究会を設立し、国内で臨床応用を進める上での留意点をまとめた指針案を公表した。2014年8月には、慶応大や京都大などのグループが、国内での移植実施に向け、子宮提供者の自発的な意思決定や安全を確保し、生まれた子の福祉に配慮するとした指針（案）をまとめた。 また、2018年5月に慶應大学産婦人科木須伊織らの研究グループが、霊長類動物において免疫抑制剤を使用しながら子宮移植を行い、世界で初めて霊長類動物における子宮同種移植後の妊娠に成功したことを報告した。

### 動物実験
2002年8月22日にスウェーデンのイエーテボリ大学でマウスの子宮移植・妊娠に成功し、イギリスの「内分泌学誌」8月号に発表した。子宮移植の成功例は初の事例で、グループは「2、3年後には人への臨床応用へ進みたい」と語った。
2006年に上海交通大学で行われたラットでの同種異系子宮移植実験では、同種異系子宮移植群で拒否反応が発生し日ごとに悪化したが、同系子宮移植群では拒否反応の徴候がないことを示した。
また、同じく2006年に中華顕微外科雑誌に掲載されたビーグル犬を使った実験では実験に使われた8匹中6匹が手術に成功、6匹のうち2匹が腹腔内出血および失血により死亡したが、生存した4匹は血栓がないことが確認された。このうち2匹が328日間生存し、残り2匹は長期的に生存、移植7カ月後に自然妊娠と自然分娩を行った。この実験の結果、ビーグル犬の自体子宮卵巣移植の動物モデルは可能であり、生存子宮は自分で妊娠や分娩することができ、ヒト子宮移植に関連的な実験証拠を提供できると結論づけた。